# Coquille törzs

A Coquille rezervátum elhelyezkedése

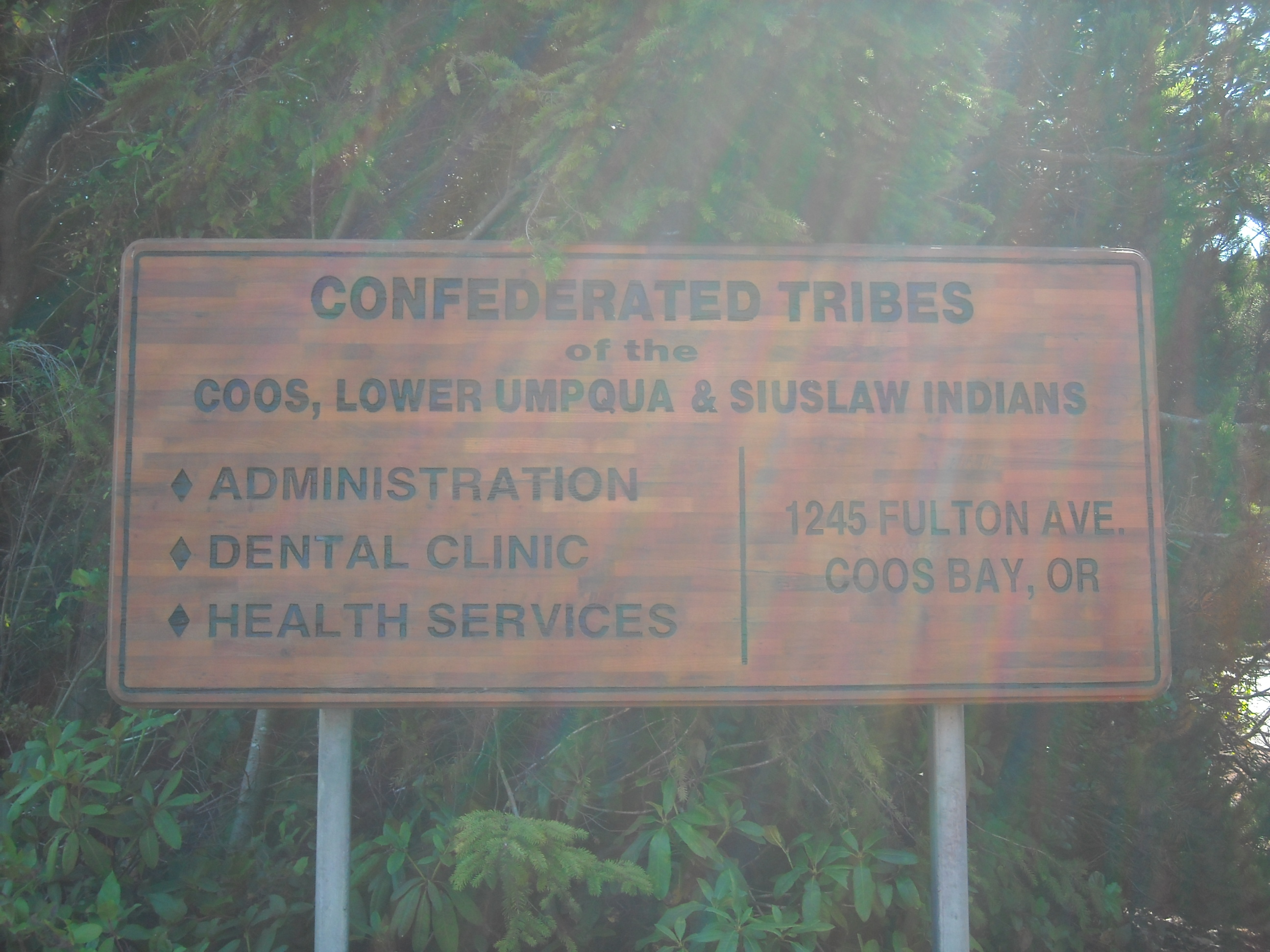
Útjelző tábla

A coquille törzs a coquille indiánoknak az Amerikai Egyesült Államok szövetségi kormánya által elismert szervezete.

## Történetük

### Nevüknek eredete
A törzs honlapja szerint nevük a tagok számára táplálékul szolgáló ingola őslakos elnevezéséből ered.

### A 19. századig
Miután a kajúzok lemészárolták a Whitman-misszió tagjait, 1847-től Oregon Territórium bányászai és telepesei az indiánok elleni támadások sorozatát indították el. 1854-ben egy vita következtében több tucat bányász vonult a mai Bandon területén fekvő faluba, ahol mindenkit (a nőket és gyerekeket is) meggyilkoltak, házaikat pedig felégették.

### Békekötés
1855-ben Joel Palmer, Oregon indián ügyekért felelős tisztviselője megállapodást kötött a törzzsel, melynek értelmében a Siltcoos folyótól a mai Florence-ig tartó 201 kilométeren rezervátumot jelöltek ki. Az őslakosokat 1856-ban áttelepítették, azonban a döntést a Kongresszus soha nem ratifikálta. Az eredeti tervekhez képest csökkentett területű rezervátumban jellemző volt a túlzsúfoltság és a betegségek terjedése. Maradványai a mai Siletz rezervátum területén fekszenek. Több őslakos is visszaköltözött eredeti lakhelyére, és az 1855-ös egyezmény ratifikálásáért küzdött.

### Szövetségi státusz
A Western Oregon Indian Termination Act értelmében a törzs szövetségi státuszát elvesztette, de 1989-ben visszakapta; ezzel elnyerték szuverenitásukat, amely lehetőséget biztosított az önálló közigazgatásra és törvénykezésre.

## Rezervátum
A siletz törzsszövetség a coquille-eket konföderációjuk tagjának tekinti. 1996-ban a coquille törzs a Kongresszus döntésével huszonhat négyzetkilométer földterületet kapott. A rezervátum több Coos megyei területből áll; némelyikbe a városok is átlógnak. A 2000. évi népszámláláskor a rezervátumnak 258 lakosa volt.

### Erdőgazdálkodás
Az 1996-os Oregon Resources Conservation Act keretében a törzs visszakapott 2200 hektárnyi erdőt. Mark Hatfield szenátor a következőket mondta: „remélem, hogy ez a viszonylag szerény területet biztosító javaslat az Északnyugaton valaha végrehajtott legkörnyezetbarátabb tervhez – Clinton elnök erdőgazdálkodási tervéhez – ragaszkodva sikeres lesz, és mintául szolgálhat ahhoz, hogy nemzetünk hogyan kezelje az őslakos népek más követeléseit”. A szövetségi kormány a tizennégy parcellából álló területet hivatalosan 1998. szeptember 30-án engedte át a törzsnek.
A többi, szintén őslakosok által kezelt erdőktől eltérően a Coquille erdőnél elvárás, hogy a szomszédos szövetségi területekkel szembeni követelményeket is teljesítse. A többi szövetségi erdővel ellentétben a Coquille erdő a környezetvédelmi és gazdasági feltételeknek is megfelel.
2011-ben a belügyminiszter által jóváhagyott tájgazdálkodási javaslat alapján a szövetségi földhivatal és az őslakosok demonstrációs fakitermelési projektbe kezdenek. A Forest Stewardship Council 2011-ben elismerte az erdőben folyó környezetbarát és fenntartható gazdálkodást.

## Gazdaság
A törzs üzemelteti a The Mill Casinót, valamint az ORCA Communications távközlési szolgáltatót, emellett egy golfpályát is bérelnek. 2012-ben egy korábbi bowlingpálya kaszinóvá alakítását jelentették be.

## Közigazgatás
A törzsi tanács székhelye North Bendben van.
2008-ban az ország törzsei közül elsőként legalizálták az azonos neműek házasságát; ugyan Oregon államban ez tiltott, a szövetségileg elismert indián törzsek a törvényhozásban szuverenitást élveznek.
A coquille-ek könyvtárában a törzs mellett más indián népekről is találhatók információk.

## Fordítás
- Ez a szócikk részben vagy egészben  a   Coquille Indian Tribe című angol Wikipédia-szócikk ezen változatának fordításán alapul.  Az eredeti cikk szerkesztőit annak laptörténete sorolja fel. Ez a jelzés csupán a megfogalmazás eredetét és a szerzői jogokat jelzi, nem szolgál a cikkben szereplő információk forrásmegjelöléseként.